# Porcelán héj
A porcelán héj felhelyezése egy olyan esztétikai fogpótló eljárás, ami a fogászati koronákkal ellentétben nem, vagy csak kis mértékben igényli az eredeti fogak lecsiszolását. Fogászati héj készülhet porcelánból és kompozit tömőanyagból is, előbbit fogtechnikus, utóbbit maga a fogorvos készíti el a helyszínen. 
A fogászati koronákkal ellentétben nem borítja a fog minden oldalát, mindössze az esztétikai tartományba eső külső felszíneket, épp ezért valamelyest sérülékenyebb.

## Típusok
- hagyományos porcelán héj: lenyomatvétel után fogtechnikus készíti el a porcelán héjakat, melyek ragasztóanyaggal egyenként kerülnek rögzítésre a minimálisan lecsiszolt fog elülső felszínére.
- ultravékony porcelán héj: csiszolás nélkül, szintén ragasztó eljárással kerül helyére a kontaktlencse vékonyságú héj, amihez ugyanúgy szükség van mintavételre.

## Alkalmazási területek
Enyhébb szabálytalanságok, melyek helyreállításához más esetben fogszabályzóra lenne szükség, esztétikai problémák (például a fogak elszíneződése, feltűnő fogtömések, gyökérkezelés miatti színváltozás) megoldásához javasolt. Porcelán héj készülhet egyetlen fogra, de akár egy teljes fogsorra is.

## Tisztán tartás
A porcelán héjak hosszú távú megőrzéséhez elengedhetetlen bizonyos odafigyelés: érdemes kerülni vagy mérsékelni a dohányzást és az elszíneződést elősegítő ételek, italok fogyasztását. A héjak fizikai épségét a fogcsikorgatás, arcsérülések és a túlságosan kemény élelmiszerek fogyasztása veszélyezteti.